# El Ganso (cadena de tiendas)
El Ganso es una cadena de tiendas de ropa de moda fundada en 2006 por los hermanos Álvaro y Clemente Cebrián, la cual ha ido expandiéndose internacionalmente en 10 países en los que opera.

## Historia
Los hermanos Cebrián solían pasar los veranos en Londres aprendiendo inglés. Fue allí donde se dieron cuenta de que querían abrir una tienda de ropa ya que veían un estilo que en España no existía. Después de unas primeras prendas defectuosas tras el primer lavado, en 2006 abrieron su primera tienda en Madrid. Su financiación fue gracias a la venta de sus vehículos además de 21 000 € del AJE (Asociación de jóvenes emprendedores). Después de un viaje a Budapest, ambos hermanos sacaron de unas botas militares el diseño de unas zapatillas que son las culpables del despegue de la marca hasta hoy.

## Expansión internacional
En 2011, El Ganso comenzó su expansión internacional en París. Más tarde en ese mismo año abrieron tiendas en Londres, Lisboa y Santiago de Chile.
En 2015 se encontraban en 10 países con 120 tiendas distintas (190 en 2016, de las que 119 en España), lo que llevó a que se uniera al proyecto el grupo inversor LVMH (49 % del capital).
En septiembre de 2018, los fundadores Cebrián recompraron el 49 % del capital que detentaba el grupo LVMH.

## Modelo de negocio
A partir de 2015 la marca fue profesionalizándose contratando a expertos del sector como Alejandro Muñoz, ex Inditex y Apple, como director de retail; Frank Mountazer (que contrariamente a lo que a veces se comenta, nunca fue plantilla de Bimba y Lola) como responsable de expansión; y Juan José Pérez, ex Douglas, como director financiero.
También fue clave la contratación de Berta Escudero como la primera consejera delegada. El objetivo de la empresa es profesionalizar todas sus áreas y para ello la marca ha de ser reconocida en Europa, América y Oriente Próximo para empezar. Tienen un plan de negocio para abrir seis tiendas al año en el mundo. Como objetivos a largo plazo estudian abrir en Colombia y en Estados Unidos entre otros países. 
Otro cambio que va a experimentar la empresa va a ser su zona de fabricación, la cual es hasta ahora Europa únicamente y pretenden expandirse. Por último se plantea ampliar y diversificar la oferta y atraer al público femenino, que ahora mismo es un 20 % del total.

### Resultados financieros
Evolución de los ingresos de la empresa (cerca del 30 % de las ventas se generó en los mercados exteriores):
|                          | 2007 | 2008 | 2009 | 2010 | 2011 | 2012 | 2013 | 2014 | 2015 | 2016 | 2017 |
| Ingresos (millones de €) | 0,9  | 2,0  | 6,8  | 12,7 | 19,1 | 26,5 | 38,5 | 55,0 | 70,0 | 82,0 | 81,0 |

## Países en los que opera
La marca opera en 10 países de diversos continentes como: Alemania, Bélgica, Chile, España, Francia, Italia, Kuwait, México, Portugal y Reino Unido.
En cuanto a las tiendas, tiene abiertas varias en cada país y están ubicadas en las zonas nobles de las grandes ciudades. Abajo la red de tienda en 2016: 
- España: 119
- Francia: 34 
- México: 12 
- Portugal: 8
- Resto de países: 14

## Tienda
El Ganso vende productos tanto para mujer, hombre y niño, y su principal pilar son las zapatillas. A raíz de estas zapatillas de un estilo informal fueron aumentando su gama de ropa con zapatos más formales y camisas veraniegas.
Tras el crecimiento de la marca, los hermanos Cebrián se dieron cuenta de que su línea de ropa ya estaba vista y, en la primavera de 2018, se propusieron reforzar su departamento de diseño.

## Patrocinios
En septiembre de 2020 anunciaron que suministrarán a la Real Federación Española de Fútbol (Rfef) las prendas de calle de los futbolistas y técnicos de la Selección Española de Fútbol. El acuerdo supone que la empresa textil creará una colección de la selección con productos como chaquetas, americanas, sudaderas o camisas, basadas en el equipo nacional.